# 香港女性
香港女性常处于中国的家庭和社会文化背景下。一般認為香港女性比较独立，金钱上自主、有主观、事业心强，与其他东南亚国家的女性相比较为突出。随着女性职业和管理岗位近数十年来数量不断增加，“女强人”成为香港女性的代名词。
在中国传统的父权制结构，社会由男性主导，女性则扮演相对从属的家庭角色。然而，港英时期西方文化给香港带来的变革（即西化）。中华文化与西方价值观的混合，创造出独特的香港文化。随着香港经济社会自二战结束以来的快速发展，妇女的角色有显著改善，但男性主导的社会结构仍未改变。

## 性别失衡
2006年的香港人口普查数据显示，女性数量正不断增加，男性数量反而下降。
单身独居女性较2001年提高到43.8%。
截至2006年，男女性别比例为每1000名女性对应912名男性，这一数字预计在2036年进一步恶化，每1000名女性仅对应763名男性。
香港性别人口比例失衡，早在2003年已经很明显，那时每1000名女性对应998名男性。

## 教育与职业素养
香港早在1971年已实施义务教育，1978年拓展到九年义务教育，促使女性精英数量上升。根据香港政府统计处发布的《香港统计年刊》，自20世纪70年代，男性和女性潮流的是普世主义，但自20世纪80年代，女性的入学率一般比男性高。然而，双性差距直至高等教育才有大改变，在2011年，女性的受教育程度出现较低水平。
随着香港经济的转变，自20世纪80年代，从制造业到服务业，对白领阶层的需求不断增加。男性和女性同样拥有丰富的就业机会。